# Cesone
Cesone  è un nome proprio di persona italiano maschile.

## Origine e diffusione
È l'adattamento italiano del latino Kaeso o Caeso (abbreviato K.), un praenomen romano relativamente poco comune. Etimologicamente, viene ricondotto ai termini latini caedere ("colpire") o caesaries ("capelli", da cui anche Cesare).

## Onomastico
Nessun santo ha mai portato questo nome, che quindi è adespota; l'onomastico ricorre il 1º novembre, festa di Ognissanti.

## Persone
- Cesone Duilio, console nel 336 a.C.
- Cesone Duilio Longo, decemviro nel 450 a.C.
- Cesone Fabio Ambusto, console fra il 404 e il 390 a.C.
- Cesone Fabio Vibulano, console fra il 484 e il 479 a.C.
- Cesone Quinzio, figlio di Cincinnato